# Stróvolos
Stróvolos är en del av en befolkad plats i Cypern.   Den ligger i distriktet Eparchía Lefkosías, i den nordöstra delen av landet, 4 km sydväst om huvudstaden Nicosia. Stróvolos ligger 181 meter över havet och antalet invånare är 67 904.
Terrängen runt Stróvolos är platt.Trakten runt Stróvolos är tätbefolkad, med 276 invånare per kvadratkilometer. Närmaste större samhälle är Nicosia, 4,0 km nordost om Stróvolos. Trakten runt Stróvolos är i huvudsak ett öppet busklandskap.